# Björn Ibsen
Bjørn Aage Ibsen (* 30. August 1915 in Frederiksberg; † 7. August 2007 in Kopenhagen) war ein dänischer Anästhesist und ein Mitbegründer der Intensivmedizin.

## Ausbildung
Bereits 1939 gewann Ibsen als Medizinstudent in einem Provinz-Krankenhaus in Jütland erste Narkoseerfahrungen mit Ethermasken und Zungenhaltern. Nach erfolgreichem Abschluss seines Medizinstudiums 1940 an der Universität Kopenhagen (Københavns Universitet) strebte Ibsen zunächst jedoch eine Karriere als Chirurg an. Erst um 1949 änderte er seine Laufbahn, als er ein Angebot des Massachusetts General Hospital erhielt, unter der Leitung des berühmten Arztes Henry K. Beecher zum Anästhesisten ausgebildet zu werden.

## Die Entwicklung der Intensivstation

### Ibsens Schlüsselerlebnis: seine erste Langzeitbeatmung 1952
Im März 1952 behandelte der Arzt Mogens Bjørneboe ein neugeborenes Kind mit angeborenem Tetanus. Das Kind zeigte schwere Krämpfe, und Björneboe überlegte, ob es möglich sei diese Krämpfe mit Curare zu behandeln. Er kannte jedoch keinen ausgebildeten Anästhesisten der fähig war, diese Behandlung durchzuführen. Er erinnert sich daran, dass er 2 Jahre zuvor auf einer Schiffrückfahrt aus den USA, Ibsens Frau kennengelernt hatte, die ihm von der Arbeit ihres Ehemanns erzählte. Bjørneboe beschloss Ibsen eine Zusammenarbeit anzubieten.
Ibsen curarisierte und beatmete das Kind manuell mit einem Beatmungsbeutel. Das Kind erholt sich zunächst schnell. Ibsen zögerte jedoch und unterbrach schließlich die Behandlung, weil ihm von Henry K. Beecher eine ablehnende Haltung zur Langzeit-Curarisierung von Patienten in Boston unterrichtet wurde. Das Kind begann schnell wieder zu verkrampfen und starb kurz danach.
Für Ibsen war dies ein Schlüsselerlebnis, die bisher aus den USA erlernten Methoden und Theorien teilweise in Frage zu stellen.

### Die große Poliomyelitis-Epidemie 1952
Im Ausbruchsjahr der großen Poliomyelitis-Epidemie in Dänemark (1952) wurden über 5.722 Poliomyelitis-Fälle registriert, darunter über 2.450 mit Atemlähmung. Das für Kopenhagen zuständige Blegdam-Krankenhaus, nahm in den ersten sechs Wochen nach Ausbruch der Epidemie täglich zwischen 30 und 50 Poliopatienten auf, für die jedoch nur eine Eiserne Lunge und sechs Cuirass-Respiratoren zur Verfügung standen. Angesichts der überschrittenen Aufnahmekapazitäten suchte das Ärzteteam unter der Leitung von Henry Lassen nach alternativen Behandlungsmethoden. Dabei empfahl Mogens Bjørneboe, den Anästhesisten Bjørn Ibsen zu einem Gespräch einzuladen. Ibsen war zwei Jahre zuvor auf einen von A.G. Bower gemeinsam mit anderen verfassten Artikel gestoßen, bei dem die Erfolge einer maschinellen Überdruckbeatmung als Ergänzung zur Unterdrucksbeamtung in der Behandlung von Poliopatienten beschrieben wurden.
Ibsen hatte die Intuition, dass Patienten mit bulbärer und/oder respiratorischer Poliomyelitis nicht an einer Übermenge von Viren im Blut oder im Gehirn sterben, wie dies von vielen Kollegen vertreten wurde, sondern aufgrund einer hypoventilationsbedingten Erhöhung des CO2-Gehalts im Blut. Er obduzierte vier verstorbene Poliomyelitis-Patienten, die durch die Eiserne Lunge beatmet wurden und stellte überhöhte Kohlendioxidwerte fest, obwohl die Lungen funktionsfähig waren. Henry Lassen forderte Ibsen daraufhin auf, innerhalb eines Wochenendes eine Behandlungsmethode zu erarbeiten, um sie anschließend bei einer von Lassen ausgewählten Patienten zu erproben.

### Ibsens erste IPPV-Beatmung-Behandlung während der Poliomyelitis-Epidemie
Am 26. August 1952 wurde ein schwerkrankes 12-jähriges Mädchen eingeliefert, welches an schwerer Poliomyelitis litt. Ihre Beine, Arme sowie die Atemmuskulatur waren bereits teilweise gelähmt. Das Mädchen hatte eine fast vollständig zugeschleimte Lunge und drohte kurzfristig am eigenen Speichel zu ersticken. Am darauffolgenden Tag unternahm Ibsen unter den Augen des Ärzteteams des Blegdam-Hospitals, die Behandlung der Patientin. Als zunächst der HNO-Arzt Falbe-Hansen mittels örtlicher Betäubung eine Tracheotomie durchführte, geriet das Kind in Atemnot und Panik und konnte von Ibsen zunächst nicht intubiert werden. Ibsen entschloss sich das Kind in ein künstliches Koma zu versetzen, um die Bronchospasmen zu unterdrücken. Ibsen’s Kollegen nahmen daraufhin an, dass die Behandlung gescheitert war und verließen den Saal. Ibsen saugte zunächst den Lungenschleim ab und unternahm anschließend die manuelle Beatmung der Patientin mittels eines mit Sauerstoff gefüllten Blasebalgs. Die zurückgekehrten Kollegen stellten fest, dass Ibsen die Patientin beatmen konnte und die Lungen fast schleimfrei waren.
Anhand des Experiments demonstrierte Ibsen, dass die bisherige Standardbehandlung mit Unterdruckbeatmung zu hohen CO2-Werte in der Ausatmungsluft führte, auch wenn die Sauerstoffsättigung im Blut zufriedenstellend war. Außerdem wurden die Symptome einer CO2-Erhöhung erkennbar gemacht: Bluthochdruck und eine nasskalte und schwitzende Haut. Obwohl die Symptome bereits bekannt waren, wurde der Zusammenhang mit dem CO2-Gehalt im Blut nicht erkannt.
Nach der Demonstration Ibsens, veranlasste Henry Lassen binnen 3 Tagen alle Poliopatienten mit Atembeschwerden manuell zu beatmen. Dies stellte eine enorme logistische Herausforderung dar: es wurden zur Behandlung Überwachungsstationen eingerichtet, auf dem Höhepunkt der Epidemie wurden 250 Medizinstudenten und 260 Krankenschwestern eingesetzt, um die kontinuierliche Überdrucksbeatmung der Patienten sicherzustellen, Die Mortalitätsrate der Patienten mit Atembeschwerde am Bledgdamshospital sank daraufhin von 87 % auf 25 %.

### Die Bestätigung der Langzeitbeatmung als Therapie und die Gründung der ersten Intensivstation
Im Juni 1953 wurde ein Kind mit Tetanus ins Blegdam-Krankenhaus eingeliefert. Ibsen beschloss diesmal, seine bereits beschriebene Behandlung von 1952 ohne vorzeitigem Abbruch durchzuführen. Für Ibsen lagen die Symptome eines Tetanuspatienten, der aufgrund von Krämpfen nicht atmen kann, und eines Poliopatienten, der aufgrund Muskelschwäche nicht mehr atmen kann, sehr nahe. Er curarisierte den Tetanus-Patienten, um ihn in einen polioähnlichen Zustand zu versetzen, anschließend beatmete er das Kind mit einem Beatmungsbeutel manuell. Die Behandlung dauerte 17 Tage an (mit abwechselnder Mannschaft), bis der kleine Patient wieder aufwachte.
Als externer Mitarbeiter des Blegdam-Hospitals, stellte Ibsen der Verwaltung 17 Tage in Rechnung. Aufgeschreckt durch die hohen Kosten, beschloss die Stadt Kopenhagen Ibsen als Arzt intern einzustellen und ihm die Aufgaben zu übertragen, eine Anästhesieabteilung zu gründen.
1954 leitete Ibsen im Kommunehospital in Kopenhagen eine selbständige Anästhesieabteilung und richtete einen ganztägigen Aufwachraum ein, welcher eine diagnose- und krankheitsunabhängige Intensivbehandlung der Patienten ermöglichte sowie Fachpersonal ausschließlich zur Intensivbehandlung ausbildete, somit wurde die weltweit erste Intensivstation gegründet.

### Ehrungen
- Ibsen war Kommandeur des Dannebrogorden
- Der 26. August (1952, die erste IPPV Behandlung) wird als „Björn Ibsen Tag“ kommemoriert[11][12]